# Арабыл-Арыта
Арабы́л-Арыта́ — небольшой остров на реке Анабар. Территориально относится к Якутии, Россия.
Расположен в нижнем течении реки, около места впадения левого притока Харабыла. Остров имеет удлинённую форму, вытянут с северо-востока на юго-запад. Поверхность равнинная, на юге обрывистые берега высотой до 5 м. Остров покрыт болотами, имеется пять небольших озёр.